# 北奥千丈岳
北奥千丈岳（きたおくせんじょうだけ）は山梨県山梨市にある標高2,601 mの山で、奥秩父山塊の最高峰。

## 概要
北奥千丈岳の名は、4 kmほど離れた奥千丈岳 (2,409 m) の北に位置することからついた。奥秩父の最高峰であるが、主稜線からは少し外れている。周辺の国師岳 (2,592 m) や金峰山 (2,599 m) と比べると知名度はやや劣るものの、眺望はよく、晴れた日には360度の展望が開ける。国師岳とはほぼ一体の山であり、両山頂は徒歩20分程度で往来できる。

## 登山道
川上牧丘林道・峰越林道で標高2,360 mの大弛峠まで自動車で入れるため、登山は容易なものとなっている。大弛峠から山頂までは約1時間の行程である。しかし標高2,500 mを超える高山であるため、6月に入っても残雪があることも多い。
大弛峠までの林道が開通するまでよく使われていた、乾徳山から黒金山・奥千丈岳を経由する山道は、その後まったくすたれている。

## 周辺にある小屋
- 大弛小屋

## 隣接する山
- 国師岳
- 朝日岳
- 金峰山

## 画像

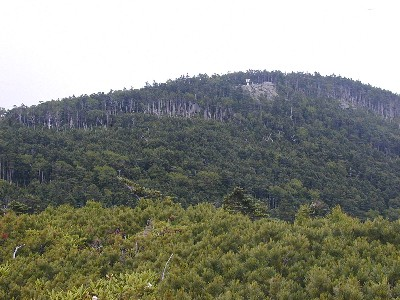
北奥千丈岳
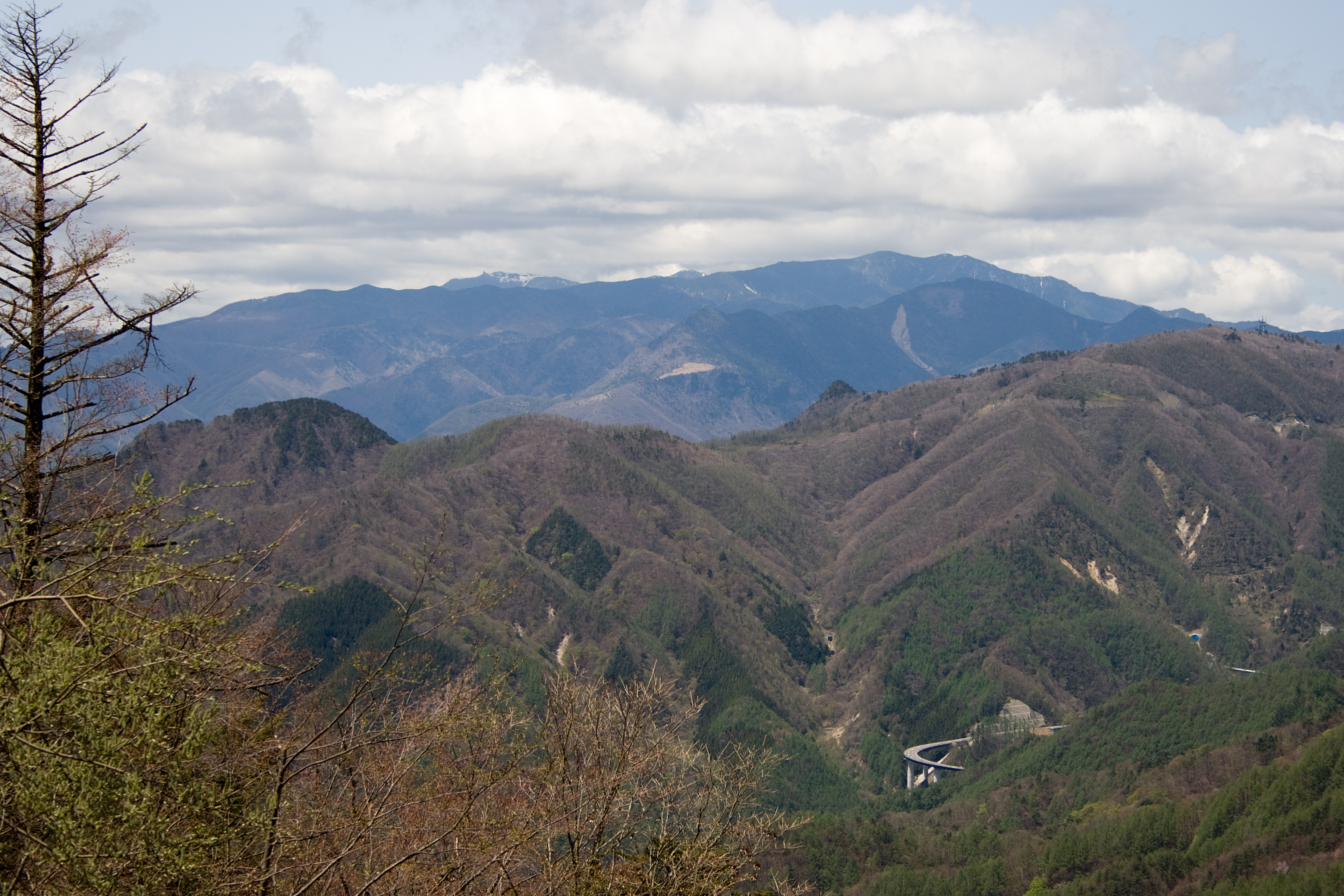
大菩薩嶺より見た北奥千丈岳（右）と金峰山（左）